# Voghji
Voghji là một đô thị thuộc tỉnh Shirak, Armenia. Dân số ước tính năm 2011 là 602 người.